# Vanja Džaferović
Vanja Džaferović (Bosanski Brod, 19 maart 1983) is een Bosnisch-Kroatisch gewezen voetballer (verdediger) die voor het laatst speelde voor de Bulgaarse eersteklasser Beroe Stara Zagora. 

## Carrière
- 2001 – 2002: NK Lokomotiva Zagreb
- 2002: NK Hrvatski Dragovoljac
- 2003 – 2005: HNK Segesta Sisak
- 2005 – 2007: Beroe Stara Zagora
- 2008 – 2010: PFC Lokomotiv Sofia
- 2010: Ethnikos Achna
- 2011 – 2012: Beroe Stara Zagora